# Corrieyairack Pass
Der Corrieyairack Pass ist ein 770 Meter hoher Pass im Vereinigten Königreich. Er liegt in Schottland in der Council Area Highland, am südlichen Rand der Monadh Liath, einer weitläufigen und weitgehend unbesiedelten Berglandschaft in den westlichen Grampian Mountains. Die über den Pass führende Straße wurde als Militärstraße erbaut, ist aber nicht mehr Teil des öffentlichen Straßennetzes und nur für Wanderer und Mountainbiker passierbar.

## Etymologie
Die Herkunft des Namens Corrieyairack ist unsicher. Eine Vermutung ist, dass es sich um eine Anglifizierung des gälischen Coire Ghearraig handelt, was in etwa Tal der Kurzen oder Tal der Kleinen bedeutet. Eine andere Annahme ist die Ableitung aus An Coire Dearg, was als Rotes Tal übersetzt werden kann.

## Geschichte

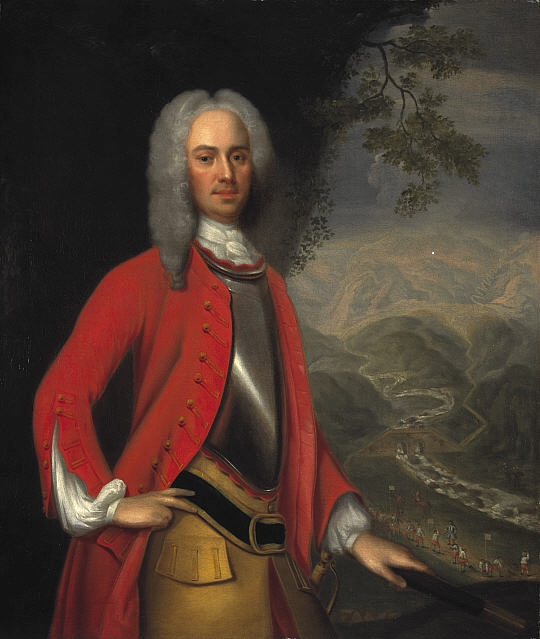
General George Wade vor einer Abbildung des Corrieyairack Pass (Gemälde um 1731)

Bereits in einer Karte von 1725 ist eine Wegverbindung zwischen der historischen Region Badenoch und dem Great Glen über den Corrieyairack Pass verzeichnet. Die Verbindung dürfte aber schon zuvor seit Alters her von Viehtreibern zur Viehtrift genutzt worden sein. 
Nach dem gescheiterten Aufstand der Jakobiten von 1715 („The Fifteen“) ließ die britische Regierung durch General George Wade ein dichtes Netz an Militärstraßen und Garnisonen in den Highlands als Vorsorge gegen erneute Aufstände und Rebellionen anlegen. Nachdem bis 1730 durchgehende Straßenverbindungen von Dunkeld bis Inverness sowie von Inverness entlang des Great Glen über Fort Augustus bis Fort William entstanden waren, ließ General Wade 1731 eine 45 Kilometer lange Querverbindung zwischen diesen beiden Straßen über den Corrieyairack Pass errichten. Wo möglich, wurde die Straße aus mehreren gestampften Steinschichten erbaut, wofür der Untergrund auf bis zu einen Meter ausgehoben wurde. Auf Teilen erhielt sie eine Pflasterung, weite Abschnitte von insgesamt rund 17,5 km wurden jedoch lediglich geschottert und bekamen keine feste Decke. Die Militärstraße erhielt auch einen Straßengraben, in der Regel bergseitig. Für größere Wasserläufe wurden Brücken aus Stein erbaut, die überwiegend heute noch erhalten sind, kleinere Bäche wurden über Furten gequert.
Die erste militärische Verwendung erfolgte jedoch nicht durch die Regierungstruppen, sondern 1745 durch die Jakobiten unter Prinz Charles Edward Stuart (Bonnie Prince Charlie) während ihres letzten Aufstands („The Forty-Five“). Der Prinz hatte nach seiner Landung in Schottland rasch eine auf etwa 3000 Mann angewachsene Armee von Highlandern um sich gesammelt. Von Glenfinnan, wo er seine Standarte entrollt und den Aufstand ausgerufen hatte, zog er mit seiner Armee unter Nutzung der eigentlich zur Abwehr jakobitischer Aufstände angelegten Militärstraße durch das Great Glen und über den Corrieyairack Pass in Richtung Süden. Die wenigen Regierungstruppen unter General John Cope scheuten vor einem Angriff auf die am Pass gut verschanzten Jakobiten zurück. Sie zogen sich durch das Speytal in Richtung Inverness zurück, was den Weg für die Jakobiten in Richtung Süden frei machte.
Wade hatte die Militärstraße als gut geeignet auch für Kutschen beschrieben, aus dem 18. Jahrhundert liegen jedoch diverse Berichte über umgestürzte Kutschen und andere Unfälle vor. Vor allem im Winter waren Reisende über den Corrieyairack Pass aufgrund seiner Höhenlage der Witterung schutzlos ausgesetzt, wiederholt blieben Reisende in Schneeverwehungen stecken, andere Reisende und Soldaten kamen in regelrechten Blizzards ums Leben.
1814 übernahm die Commission for Highland Roads and Bridges die Unterhaltung der Straße. 1818 entstand eine deutlich niedriger liegende und einfacher nutzbare Verbindung von Laggan nach Spean Bridge, die heutige A86. Bereits 1830 wurde der Abschnitt über den Corrieyairack Pass daher als Militärstraße wieder aufgegeben und lediglich noch von Viehtreibern und ihren Herden genutzt. Bis 1850 wurden noch die Brücken entlang der Verbindung unterhalten, um den Viehtrieb sicherzustellen. Der Abschnitt südöstlich von Laggan bis Dalwhinnie ist seit den 1920er Jahren als A889 Teil des nationalen Straßennetzes. Bis Melgarve wurde der östliche Abschnitt der alten Passstraße im 20. Jahrhundert den Bedürfnissen der vereinzelten Farmen und Cottages in diesem Bereich des Speytals entsprechend ausgebaut und dabei teilweise auch verlegt. Ebenfalls im 20. Jahrhundert entstand parallel zur alten Straße eine Hochspannungsleitung über den Corrieyairack Pass. 1994 wurde die alte Militärstraße mitsamt ihren Brücken als Scheduled Monument unter Schutz gestellt.

## Verlauf der Militärstraße
Ausgangspunkt der Militärstraße über den Corrieyairack Pass war Dalwhinnie, wo sie von der Verbindung zwischen Dunkeld und Inverness abzweigte, deren ungefähren Verlauf die heutige A9 folgt. Bis in die Nähe von Laggan verläuft heute die A889 entlang der Militärstraße. Der weitere Verlauf folgt von Laggan aus zunächst dem Südufer des Spey. Bis zur Garva Bridge über den Spey ist die Militärstraße abschnittsweise noch Teil des öffentlichen Straßennetzes. Kurz vor der Brücke liegen die Garvamore Barracks, eine um 1740 errichtete alte Etappenstation an der Militärstraße. Bis zum Weiler Melgarve folgt die Straße dem Nordufer des Spey und zweigt dann in das Seitental des Allt Yairack ab. Den steilen Talschluss des Corrie Yairack überwindet die heutige Wegführung über 12 Haarnadelkurven, bis sie die Passhöhe erreicht. Die ursprüngliche Militärstraße besaß hier 18 Haarnadelkurven.
Von der Passhöhe aus verläuft die Militärstraße zunächst etwas oberhalb des Allt Coire Uchdachan und dann südlich des Glen Tarff, des tief eingeschnittenen Tals des River Tarff. Auch in diesem Bereich besitzt die Straße mehrfach Haarnadelkurven. Südlich von Fort Augustus trifft die Straße über den Corrieyairack Pass auf die heutige A82, die in diesem Bereich dem Verlauf der alten Militärstraße zwischen Inverness und Fort William folgt.

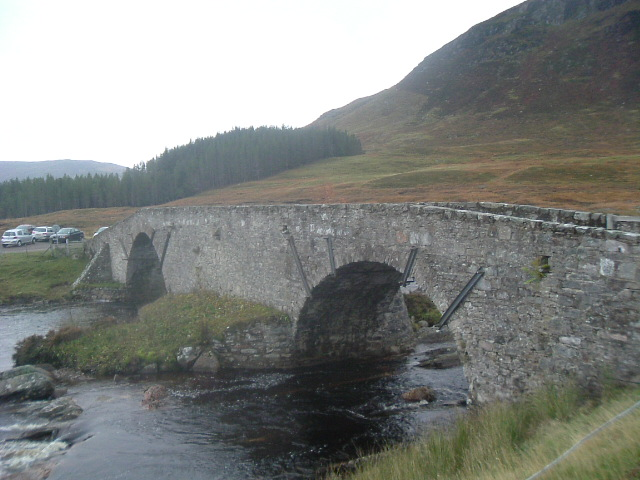
Die Garva Bridge am östlichen Ende der Fahrstraße
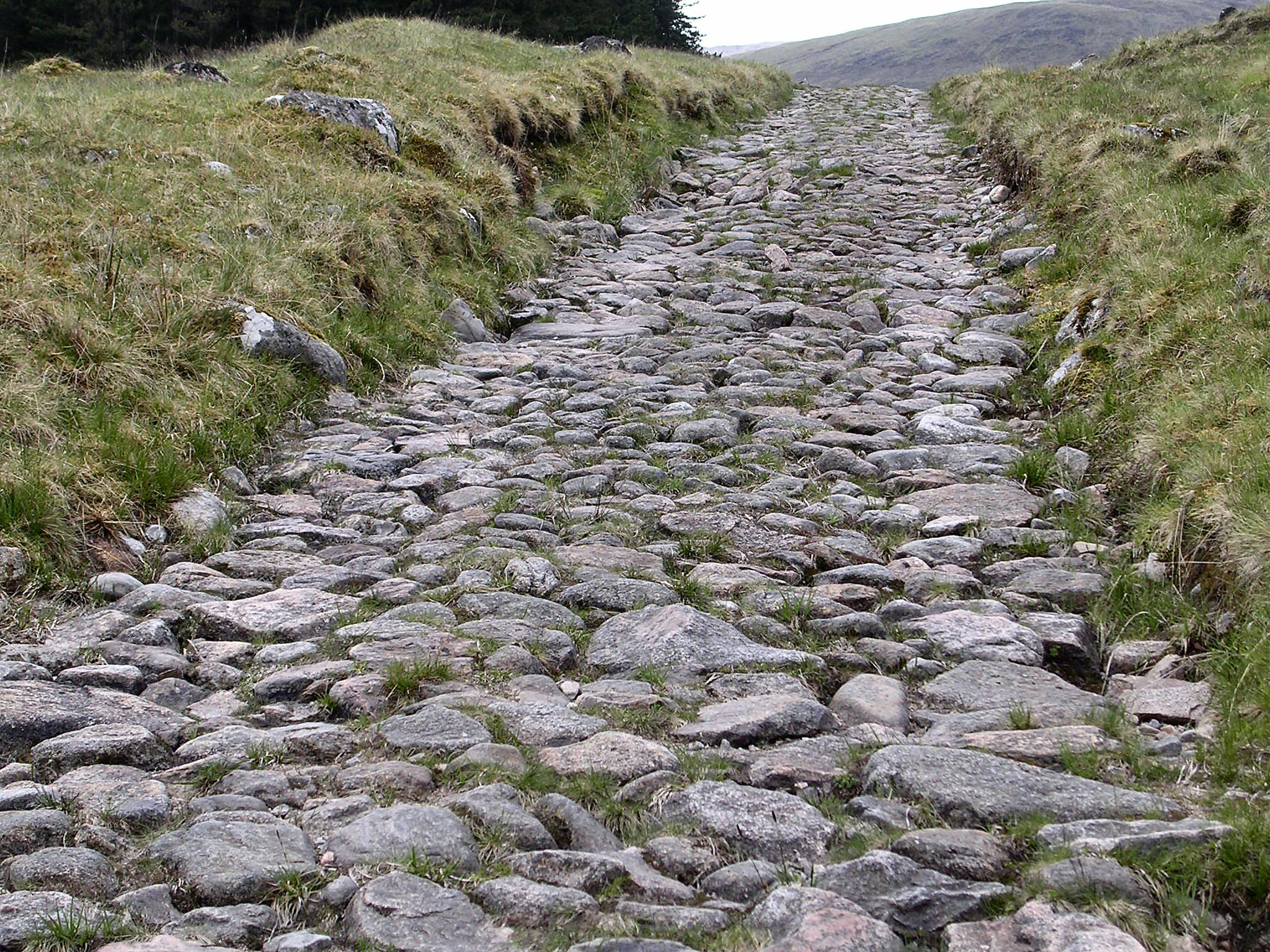
Abschnitt der Militärstraße im ursprünglichen Zustand in der Nähe von Melgarve
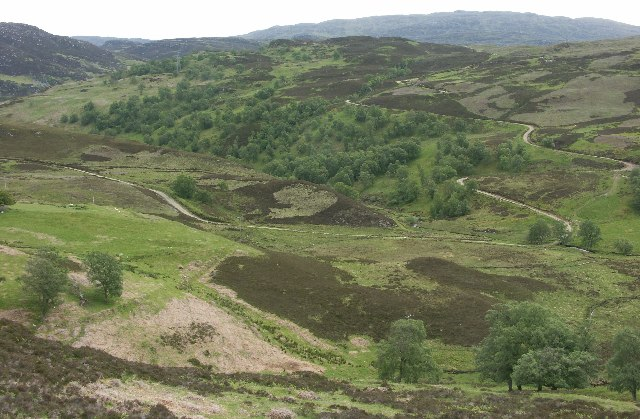
Abschnitt der Militärstraße südlich von Fort Augustus
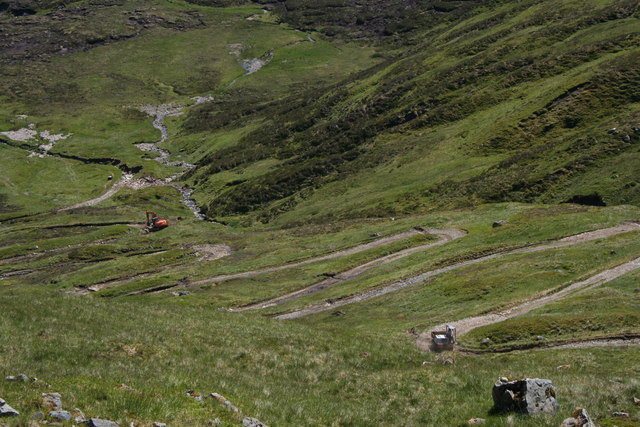
Die Haarnadelkurven auf der östlichen Seite des Corrieyairack Pass